# Capilla del Señor
Capilla del Señor is een plaats in het Argentijnse bestuurlijke gebied Exaltación de la Cruz in de provincie Buenos Aires. De plaats telt 24.017 inwoners.